# 品川信方
品川 信方（しながわ のぶかた）は、江戸時代中期の高家旗本。通称は小五郎、小三郎。絶家となった品川家の名跡を継いだ。

## 略歴
松平重治の四男として誕生した。初名は重安。
正徳3年（1713年）7月9日、品川範増（実兄・伊氏の子）の早世により絶家となった高家品川家の名跡を継ぐことが認められ、品川家旧領のうち上野国碓氷郡内300石（旧領の1/5）を与えられた。父の重治は高家品川家の出身であったため、信方は品川家の親族であった。
同年9月15日、7代将軍・徳川家継に御目見した。
表高家に列したが、信方は生涯高家職に就くことはなかった。寛延2年（1749年）10月29日死去。享年66。